# The Way of Peace
 (août 2022).
Si vous disposez d'ouvrages ou d'articles de référence ou si vous connaissez des sites web de qualité traitant du thème abordé ici, merci de compléter l'article en donnant les références utiles à sa vérifiabilité et en les liant à la section « Notes et références ».
The Way of Peace est un cartoon réalisé par Frank Tashlin et sorti en 1947. C'est le dernier cartoon réalisé par Frank Tashlin.

## Synopsis
Des marionnettes racontent l'histoire du monde depuis ses origines, en passant par la naissance de Jésus, jusqu'à sa destruction par la bombe atomique.